# Análise de mídia social
A análise de mídia social é o processo de coleta e análise de dados de redes sociais virtuais como Facebook, Instagram e Twitter. É comumente usada pelos profissionais de marketing para rastrear conversas online sobre produtos e empresas, empregando técnicas e coletas de dados como métricas e big data. A análise de mídia social é também definida como "a arte e a ciência de extrair informações ocultas valiosas de vastas quantidades de dados de mídia social semiestruturados e não estruturados para permitir a tomada de decisões informadas e perspicazes".

## Papel na política internacional
As possibilidades dos perigos da análise de mídia social e mineração de mídia social na arena política foram reveladas no final da década de 2010. Em particular, o envolvimento da empresa de mineração de dados Cambridge Analytica nas eleições presidenciais dos Estados Unidos em 2016 e no Brexit foram casos representativos que mostram os perigos decorrentes da vinculação de mineração de mídia social e política. Isso levantou a questão da privacidade de dados para indivíduos e os limites legais a serem criados para empresas de ciência de dados relevantes para a política no futuro. Ambos os exemplos listados acima demonstram um futuro em que o Big Data pode mudar o jogo da política internacional. É provável que a política e a tecnologia evoluam juntas ao longo do próximo século. Nos casos da Cambridge Analytica, os efeitos da análise de mídia social ressoaram em todo o mundo através de duas grandes potências mundiais, os Estados Unidos e o Reino Unido.